# Achtem Seitabłajew
Achtem Szewketowycz Seitabłajew (ukr. Ахтем Шевкетович Сеітаблаєв; ur. 11 grudnia 1972 w Yangiyoʻlu) – ukraiński aktor, reżyser i scenarzysta krymskotatarskiego pochodzenia.

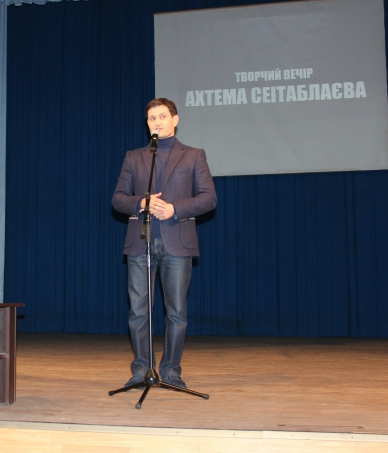

Od 27 sierpnia do 28 października 2017 roku brał udział w piątej edycji programu Tanci iz zirkamy, emitowanego na kanale 1+1. Jego partnerką taneczną była Ołena Szoptenko, z którą zajął trzecie miejsce w finale.

## Filmografia

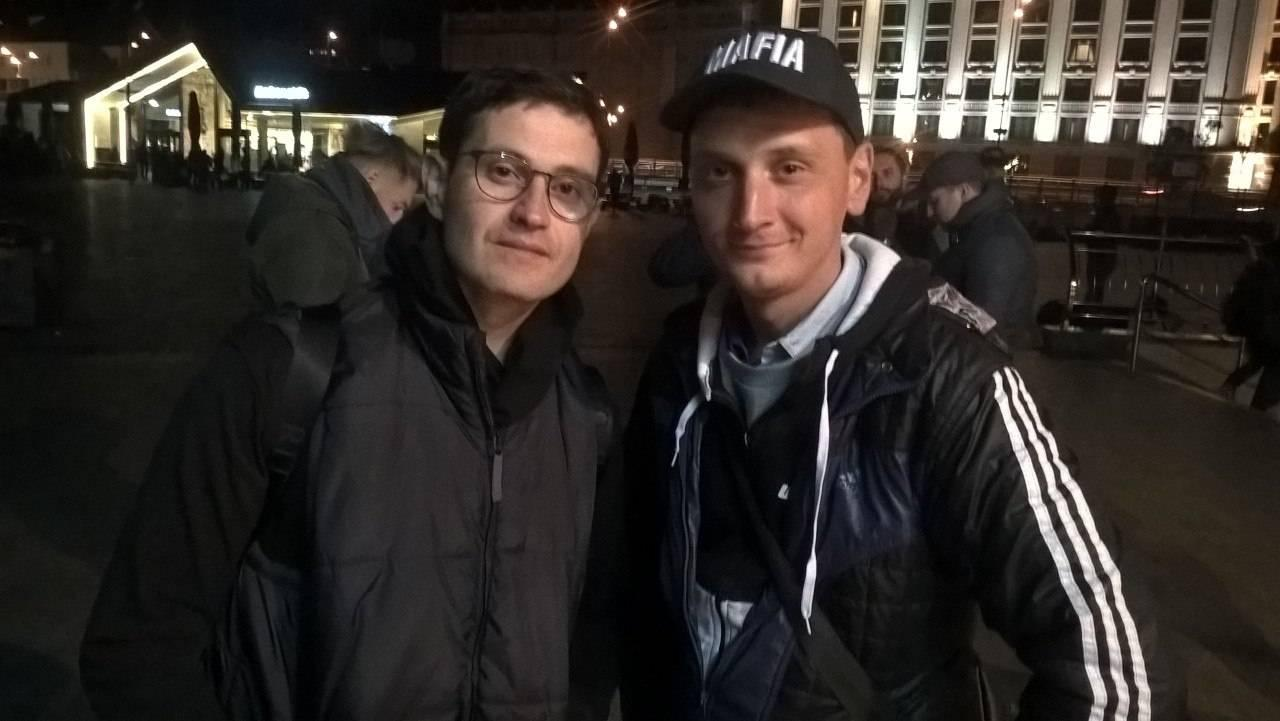

### Aktor
| Rok  | Film/Serial                          | Rola                |
| ---- | ------------------------------------ | ------------------- |
| 2003 | Mamaj                                | wojownik tatarski   |
| 2004 | Moskiewska saga                      | rola epizodyczna    |
| 2004 | Tatarski tryptyk                     | Rustem              |
| 2005 | Powierniennia Muchtara 2             | Safiullin           |
| 2005 | Zoloti chlopci                       | rola epizodyczna    |
| 2005 | Nawiżenia                            | strażnik parkingowy |
| 2006 | Bohdan Zinowij Chmelnickij           |                     |
| 2006 | Powierniennia Muchtara 3             | Timur Chazow        |
| 2006 | Chinocza robota z rizikom dla żittia | Artem Polonski      |
| 2007 | Żaga ekstrimy                        | Nikita              |
| 2008 | Tażinnia                             | Arkadij             |
| 2009 | Osinni kwity                         | strzelec w pociągu  |
| 2011 | Temni wody                           | rola epizodyczna    |
| 2012 | Swaty 6                              | Murat Bladelenowycz |
| 2012 | Chajtarma                            | sułtan Amet-Chan    |
| 2015 | Gwardija                             | Tatar               |
| 2015 | Czentralna likarnia                  | Rustam Ahalarow     |
| 2016 | Ja z toboj                           | Andrij              |
| 2016 | Den niezależnosti. Wasyl Stus        | Wasyl Stus          |
| 2016 | Schidni solodoszczi                  | Ibrahim             |
| 2016 | Na liniji żyttia                     | Serhij Zadorożnij   |
| 2017 | Prawilo boju                         | człowiek w czerni   |

### Reżyser
| Rok  | Film/Serial             |
| ---- | ----------------------- |
| 2007 | Kwartet dla dwóch       |
| 2007 | Fabrika szczastia       |
| 2008 | Operacija „CeHewara”    |
| 2009 | Osinni klopoty          |
| 2009 | Osinni kwity            |
| 2011 | Odnoho razu w Nowyj rik |
| 2011 | Temni wody              |
| 2011 | Czempiony z pidworitta  |
| 2012 | Chajtarma               |
| 2017 | 87 dzieci               |
| 2017 | Cyborgi                 |
| 2019 | Zachar berkut           |

## Odznaczenia
- Order „Za zasługi” III stopnia[3]